# Подорожненська волость
Подорожненська волость — адміністративно-територіальна одиниця Чигиринського повіту Київської губернії з центром у селі Подорожне.
Впродовж 1959-1961 рр. територія волості була повністю затоплена водами Кременчуцького водосховища.
Станом на 1900 рік складалася з 1 містечка та 7 сіл. Населення — 15507 осіб (7786 чоловічої статі та 7731 — жіночої).
|                     | Площа, десятин | У тому числі орної, десятин |
| ------------------- | -------------- | --------------------------- |
| Сільських громад    | 25364          |                             |
| Приватної власності | -              | -                           |
| Іншої власності     | 312            |                             |
| Загалом             | 25576          | 4366                        |

Поселення волості:
- Подорожне та хутір Самусівка — казенне село за 25 верст від повітового міста, 3107 осіб, 507 дворів, православна церква, поштова земська станція, церковно-парафіяльна школа, школа грамоти, 11 вітряків, приймальний покій, сільський банк. У селі бувають базари по четвергах через 2 тижні.
- Андрусівка — казенне село, 830 осіб, 140 дворів, школа грамоти, вітряк, хлібний магазин.
- Воронівка — казенне село, 882 особи, 164 двори, 2 школи грамоти, 10 водяних млинів, хлібний магазин.
- Вітрівка — казенне село, 963 особи, 207 дворів, школа грамоти, 6 вітряків, хлібний магазин.
- Калаборок — казенне село, 1357 осіб, 292 двори, православна церква, церковно-парафіяльна школа, 8 вітряків та хлібний магазин.
- Крилів — казенне містечко, 2491 особа, 403 двори, православна церква, єврейська синагога, однокласна народна міністерська школа, маслобійня, 4 вітряки, 6 кузень, хлібний магазин.
- Липове — казенне село, 3190 осіб, 511 дворів, православна церква, однокласна парафіяльна школа, школа грамоти, 14 вітряків, 5 водяних млинів, фельдшер, сільський банк.
- Чаплище — казенне село, 2658 осіб, 411 дворів, православна церква, церковно-парафіяльна школа, 14 вітряків, 10 водяних млинів